# (12820) Robinwilliams
(12820) Robinwilliams (1996 JN6) – planetoida z pasa głównego asteroid okrążająca Słońce w ciągu 5,02 lat w średniej odległości 2,93 j.a. Odkryta 11 maja 1996 roku.